# Eutelsat 4B
Eutelsat 4B war ein Fernsehsatellit der Eutelsat mit Sitz in Paris.
Der Satellit gehörte Eutelsat, wurde 2002 aber komplett an ARABSAT vermietet. Zuvor hieß er Hot Bird 5 und war auf 13° Ost stationiert. Später wurde er auf 33° Ost verschoben und in Eurobird 2 umbenannt. Im Frühjahr 2003 wurde der Satellit schließlich auf 26° Ost verschoben und trug bis zur Umbenennung in BADR-2 den Namen Arabsat-2D. Einige Jahre später wurde er von Eutelsat zurückgekauft, wurde auf 25° Ost verschoben und bekam den Namen Eutelsat 25A. Nochmal später wurde er in Eutelsat 4B umgetauft und bekam seine neue Position 59° Ost.
Durch einen Defekt der Solarzellen verlor der Satellit im Juli 1999 ca. 10 % seiner Leistung. Er besaß 3 Skyplex-Einheiten.
Im Februar 2013 wurde er außer Betrieb genommen.

## Empfang
Eutelsat 4B konnte in Europa, Mittlerer Osten, Nordafrika und in Russland empfangen werden. Die Übertragung erfolgte im Ku-Band.